# Convent de la Mercè (Palma)

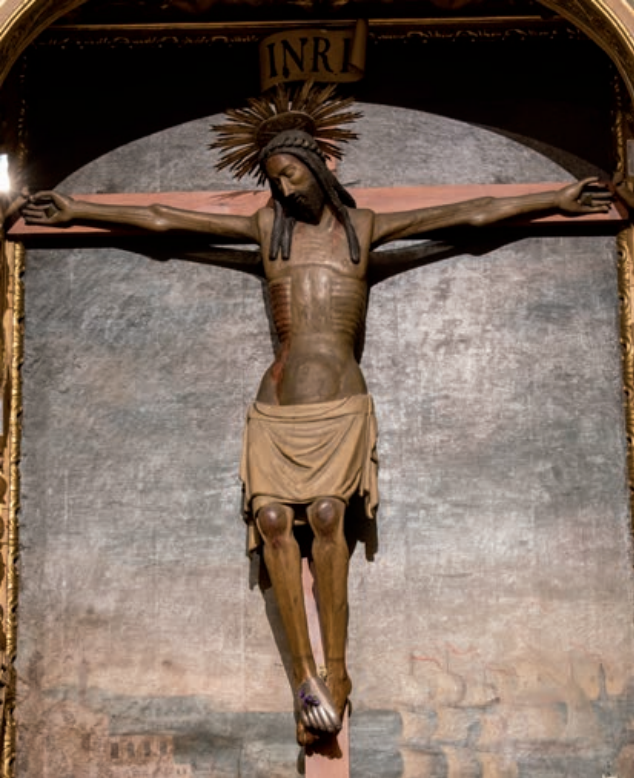
Imatge del Crist de la Fam a l'església conventual de la Mercè.

El convent de la Mercè de Palma (Mallorca) és un antic edifici conventual pertanyent a l'orde de la Mercè del qual solament es conserva l'església. Va ser construïda a començament del segle xvii sobre l'espai que abans ocupava l'antiga capella gòtica de Sant Salvador. A l'interior destaca el retaule major, del segle xviii, presidit per la imatge de la Mare de Déu de la Mercè, obra de l'escultor valencià Josep Esteve i Bonet, i també cal destacar la imatge del Sant Crist de la Fam (anomenat antigament de Sant Salvador) del segle xiv.

## Història
Abans de disposar de l'emplaçament definitiu, els mercedaris havien tengut dos assentaments anteriors: el primer, suposadament al carrer Miramar, a prop de la Seu; el segon, a la plaça de la Cort, en un espai relacionat amb una propietat anterior de l'orde de Sant Jordi d'Alfama. De fet, de 1232 ençà es troben referències documentals de la presència de mercedaris a la ciutat de Mallorca. Així, el 1235 varen rebre unes cases per tal d'edificar un convent, uns habitatges que antigament havien estat propietat de sarraïns. Hi ha notícies que cap a 1295 els frares mercedaris ja vivien al mateix lloc que avui ocupen, l'indret definitiu. Llavors, les dependències eren una capella o església dedicada a Sant Salvador (parròquia de Sant Miquel) que depenia del col·legi de cirurgians, els quals varen permetre l'arribada de la comunitat amb l'obligació que els frares celebrassin amb solemnitat la festa de Sant Cosme i Sant Damià, màrtirs.
En el Capítol General de l'orde, celebrat l'any 1327 al convent d'Agramunt (a l'Urgell), es varen reorganitzar les províncies i aquesta casa va restar integrada a la província de Provença fins que el 1574 va passar a la província d'Aragó i poc després (1603) a la de València. El temple es va reformar amb el pas del temps. El 1416 es varen construir dues capelles, dedicades a Sant Josep i Santa Llucia, devocions que actualment encara perviuen.

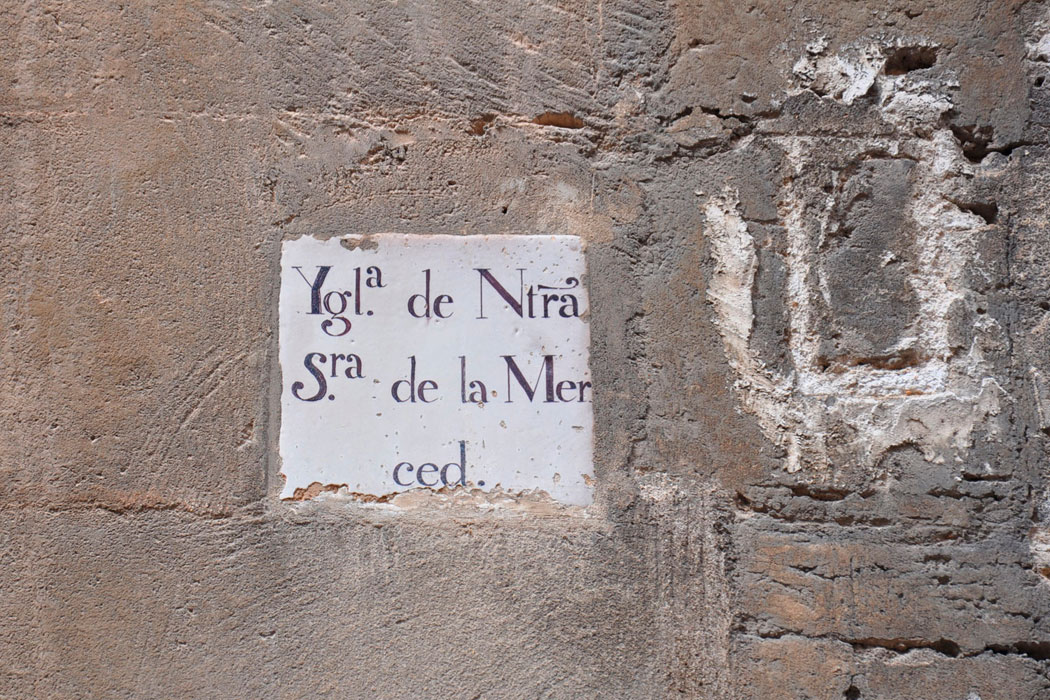
Rajola històrica amb el rètol de l'església, a la façana principal.

El 1585 es va emprendre el procés de compra de cases adjacents per a reformar i ampliar l'església, a més de treballar en el claustre conventual al llarg dels segles xvi i xvii). Va ser el 1621 quan la comunitat, reunida en capítol, va decidir construir una nova església dedicada a Sant Pere Nolasc. El mateix any es va col·locar solemnement la primera pedra; i per a eterna memòria s'hi va posar damunt tres grans mitjans, encara visibles avui. L'església no es va consagrar fins a 1661, i la benedicció, tot i així, es va fer sobre l'església inacabada, dedicada al sant fundador. Les obres es varen reprendre el 1688, després d'anys de crisi econòmica a l'illa. D'aquesta manera, les obres no varen acabar fins entorn l'any 1705.

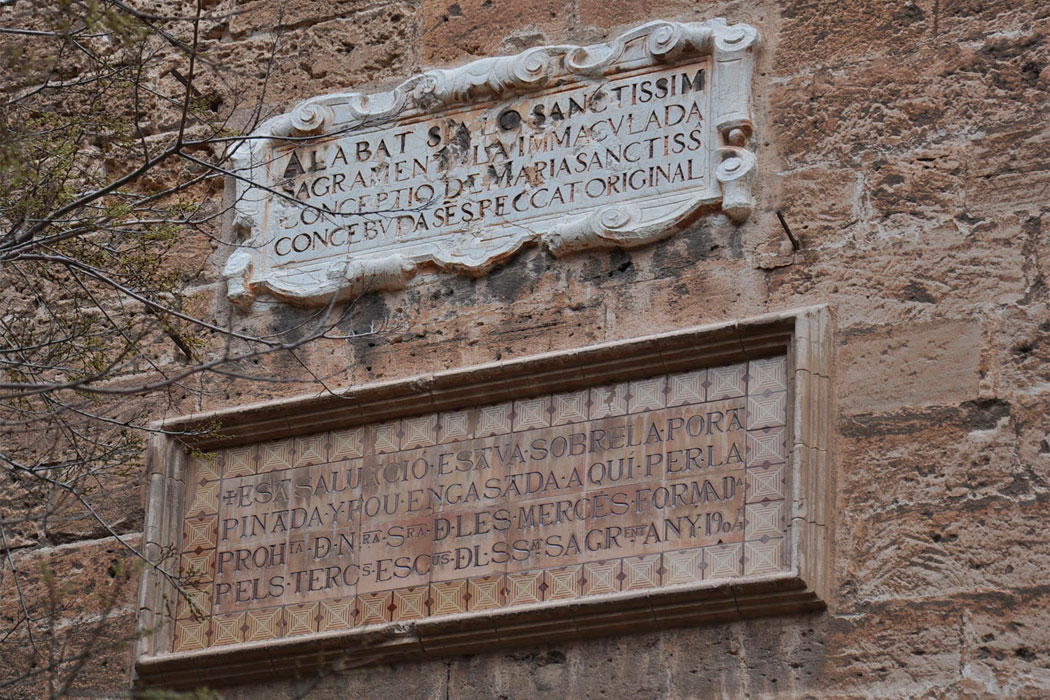
Placa històrica de la Porta Pintada nova, engastada en un lateral del campanar de la Mercè.

El 1730 es treballava en la capella de la mare de déu de la confraria, l'actual capella fonda del sagrari. Cinc anys més tard es varen començar les obres per a construir un nou campanar. La comunitat, reunida l'11 de maig de 1741, va decidir traslladar el santíssim de l'església a l'oratori dels Forners per mor de la seva seguretat. Les obres del nou campanar van afectar les primeres voltes del temple, que amenaçaven ruïna. A causa de la crítica dels rectors de Sant Miquel i Santa Eulàlia, el culte va acabar finalment en el claustre. L'any següent es varen reconstruir les voltes i es varen reforçar els fonaments. L'any 1751 es va estucar i es va perfeccionar l'interior del temple. El 1766 es va construir la sagristia nova, a més de les gelosies de les tribunes. El 1781 es treballava en el cambril de la mare de déu de la Mercè.
La casa va mantenir-se fins a l'exclaustració de 1836, quan el convent tenia una comunitat de 38 mercedaris. Un cop desallotjat, el convent fou destinat a habitatges de lloguer, i més tard fou subhastat i va anar a mans privades; més endavant va servir de presó, i finalment fou enderrocat. Pel que fa a l'església, va recuperar el culte el 1838.

## Església
El temple consta d'una única nau principal amb capelles laterals, de la mateixa grandària totes a excepció de la capella fonda o del sagrari. El sistema de coberta en la nau principal és de volta d'aresta amb nervis i clau central. La capelles laterals es cobreixen mitjançant volta de canó. L'accés a l'església és possible mitjançant tres portes: la principal (carrer de la Volta de la Mercè), una lateral (plaça de la Mercè) i la davantera (carrer de Sant Felip Neri). Les capelles laterals estan dedicades (seguint l'ordre de les agulles del rellotge, començant per l'altar major) a la Mare de Déu de la Mercè, la Mare de Déu dels Desemparats i de la Misericòrdia, sant Serapió, sant Josep, el Sant Crist de la Fam, sant Ramon Nonat, sant Marcial, sant Antoni de Pàdua, santa Llucia i el Sagrat Cor (la capella del sagrari).